# Bergesserin
Bergesserin település Franciaországban, Saône-et-Loire megyében. Lakosainak száma 196 fő (2022. január 1.). Bergesserin Mazille, Buffières, La Chapelle-du-Mont-de-France, Château, Curtil-sous-Buffières és Navour-sur-Grosne községekkel határos.

## Népesség
A település népességének változása:
| Lakosok száma | 210  | 206  | 209  | 205  | 204  | 203  | 201  | 196  | 196  |
|               | 2013 | 2015 | 2016 | 2017 | 2018 | 2019 | 2020 | 2021 | 2022 |